# Orahnjača
Orahnjača (orehnjača) hrvatsko je tradicijsko slatko jelo.
Kolač se priprema od dizanog tijesta s nadjevom od mljevenih oraha. Uobičajeno se priprema se za blagdane uoči Božića, Uskrsa, svadbe i druge svečane prigode.

## Priprema
Umijesi se dizano tijesto i pripremi nadjev od oraha. U nadjev od oraha uobičajeno se dodaje mlijeko, limunova korica, cimet, rum, med.
Uzašlo tijesto lagano se premijesi, razdijeli na dva dijela i razvalja na pobrašnjenom ubrusu. Tijesto se premaže nadjevom od oraha, savije i pažljivo istrese u lim za pečenje. Topla se pečena orahnjača na kraju može posuti šećerom u prahu.

## Vanjske poveznice
- Milan Krmpotić - Božićna priča Ličkih novina, Orahnjača  Arhivirana inačica izvorne stranice od 26. srpnja 2011. (Wayback Machine)